# Porcellio tirolensis
Porcellio tirolensis är en kräftdjursart som beskrevs av Koch 1901. Porcellio tirolensis ingår i släktet Porcellio och familjen Porcellionidae. Inga underarter finns listade i Catalogue of Life.